# 돗쿄 대학
돗쿄 대학(일본어: 獨協大学, 영어: Dokkyo University)은 일본 사이타마현에 본부를 둔 사립대학이다.